# Mary Vaux Walcott
Mary Morris Vaux Walcott (31 de julio de 1860-22 de agosto de 1940) fue una artista y naturalista estadounidense conocida por sus acuarelas de flores silvestres. Ha sido llamada la "Audubon de la Botánica", por referencia a John James Audubon.

## Biografía

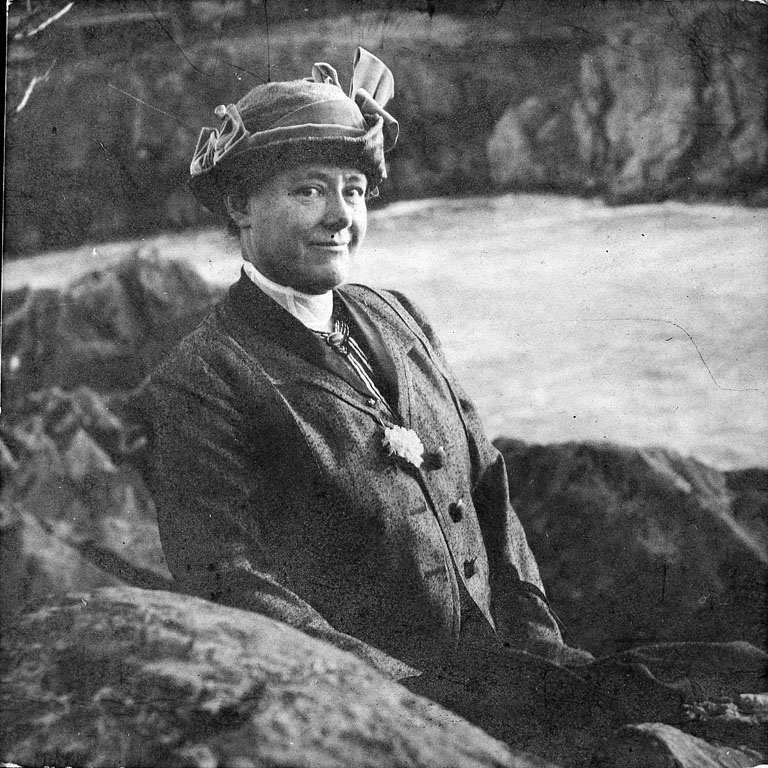
María Vaux Walcott, 1914

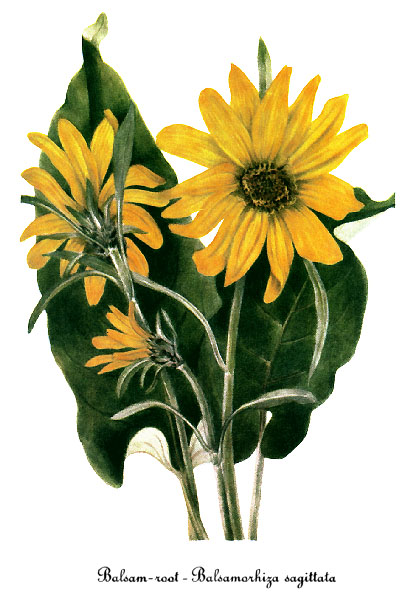
Pintura de Balsamorhiza sagittata (bálsamo de hoja de flecha) de Walcott

Vaux nació en Filadelfia, Pensilvania, en el seno de una rica familia cuáquera. Después de graduarse en la Friends Select School en Filadelfia en 1879, se interesó por la pintura con acuarela. Cuando no estaba trabajando en la granja familiar, se dedicaba a pintar ilustraciones de flores silvestres que veía en sus viajes familiares a las Montañas Rocosas en Canadá. Durante estos viajes de verano, ella y sus hermanos estudiaban mineralogía y registraban el flujo de los glaciares en dibujos y fotografías. Los viajes a las Montañas Rocosas de Canadá despertaron su interés por la geología.
En 1880 murió su madre y a sus 19 años Vaux asumió la responsabilidad de cuidar a su padre y a sus dos hermanos menores. A partir de 1887, ella y sus hermanos volvieron al oeste de Canadá casi todos los veranos. Durante este tiempo se convirtió en una experimentada escaladora de montaña, mujer independiente y fotógrafa. Cuando un verano un botánico le pidió que pintara una rara flor de árnica, ello la animó a concentrarse en la ilustración botánica. Pasó muchos años explorando el terreno accidentado de las Montañas Rocosas canadienses para encontrar especies de flores para pintar. En estos viajes, Vaux se convirtió en la primera mujer en lograr el ascenso de más de 10.000 pies del Monte Stephen. En 1887, en su primer viaje transcontinental en tren, escribió un interesante diario de viaje sobre el viaje de cuatro meses de la familia por el oeste americano y las Montañas Rocosas canadienses.
A pesar de las feroces objeciones de su padre, en 1914 Vaux, que entonces tenía 54 años, se casó con el paleontólogo Charles Doolittle Walcott, viudo y secretario de la Institución Smithsonian. Ella desempeñó un importante papel en los proyectos de su esposo, regresó a las Montañas Rocosas con él varias veces y continuó pintando flores silvestres. En 1925, el Smithsonian publicó unas 400 de sus ilustraciones, acompañadas de breves descripciones, en una obra de cinco volúmenes titulada North American Wild Flowers, cuyas ganancias se destinaron a la financiación del Smithsonian. En Washington, Vaux se hizo amiga íntima de la primera dama Lou Henry Hoover y recaudó dinero para construir la Casa de Reuniones de Florida Avenue, de modo que el primer presidente cuáquero y su esposa tuvieran un lugar adecuado para acudir al culto. De 1927 a 1932, Mary Vaux Walcott formó parte de la Junta Federal de Comisionados Indios y, conducida por su chofer, viajó mucho por todo el oeste de Estados Unidos, visitando diligentemente las reservas.
Cuando tenía 75 años, hizo su primer viaje al extranjero, a Japón, para visitar a su amiga de toda la vida y compañera cuáquera de Filadelfia, Mary Elkinton Nitobe, que se había casado con el diplomático japonés Inazo Nitobe.
Fue elegida presidenta de la Sociedad de Mujeres Geógrafas en 1933. En 1935, el Smithsonian publicó Illustrations of North American Pitcher-Plants, que incluía 15 pinturas de Vaux Walcott. Tras la muerte de su esposo en 1927, Vaux Walcott estableció la Medalla Charles Doolittle Walcott en su honor. Se otorga por trabajos científicos sobre la vida y la historia precámbrica y cámbrica. Vaux Walcott murió en St. Andrews, New Brunswick en 1940.

## En sus propias palabras
Sobre la fotografía:
"Una cámara es un complemento fantástico, ya que es agradable tener resultados tangibles que mostrar al regresar a casa. Una Kodak, si no se puede manejar una cámara mayor, produce los resultados más satisfactorios, aunque los mejores registros de una cámara de mayor tamaño son un placer mayor, cuando uno tiene la paciencia y la habilidad para obtenerlos. Para cambiar los platos en el campamento, se puede hacer un tipi improvisado con las mantas y, si se hace después de la puesta del sol, resulta muy satisfactorio". - Vaux, en "Camping in the Canadian Rockies" en el Canadian Alpine Journal.
Sobre la medición de los glaciares:
"Los glaciares deben medirse, y espero usar la cámara y obtener todo lo que pueda. El trabajo del verano pasado fue una gran decepción por los resultados fotográficos". - Mary Vaux Walcott, Cartas a Charles Walcott, 1 de abril de 1912.
Sobre su trabajo al aire libre:
"A veces siento que no puedo esperar hasta que llegue el momento de escapar de la vida de la ciudad, al aire libre de las eternas colinas". -Mary Vaux Walcott, Cartas a Charles Walcott, 19 de febrero de 1912.

## Legado
A su muerte en 1940, Mary Vaux Walcott legó $400.000 a la Institución Smithsonian como una adición al fondo que ella y su esposo, Charles Walcott, crearon para la investigación y publicación geológicas.
Una montaña, llamada Mount Mary Vaux, en el Parque Nacional Jasper, Alberta, Canadá, lleva su nombre. Está localizado en 52°33′0″N 117°27′10″O / 52.55000, -117.45278. Mary Vaux compartía intereses similares a los de la artista, fotógrafa, escritora y exploradora Mary Schäffer, y eran buenas amigas.

## Obras seleccionadas
- Flores silvestres de América del Norte, 5 vols., pub. por la Institución Smithsonian, 1925, repub. 1988 ISBN 0-517-64269-7
- 15 pinturas en Ilustraciones de American Pitcherplants, pub. por la Institución Smithsonian, 1935